# 페르소니엘라 비트레오킨크타
페르소니엘라 비트레오킨크타(Perssoniella vitreocincta)는 망울이끼목에 속하는 우산이끼류의 일종이다. 페르소니엘라과(Perssoniellaceae)와 페르소니엘라속(Perssoniella)의 유일종이다.